# Aleida Greve
Aleida Greve (Zwolle, gedoopt 21 april 1670 – aldaar, 4 februari 1742) was een schilderes in de Gouden Eeuw.

## Leven en werk
Greve was een dochter van Geurt Greve en Lamberta Holt, weduwe van Herman van Marle. Haar vader was bierbrouwer, convooimeester, burgerhopman en kerkmeester in Zwolle. Greve bleef ongehuwd.
Greve kreeg vier jaar lang schilderles van de uit Dordrecht afkomstige schilder Wilhelmus Beurs, samen met haar halfzus Cornelia van Marle, haar nicht Anna Cornelia Holt en achternicht Sophia Holt. In 1686 schilderde het viertal elk een schilderij; de toen 16-jarige Greve schilderde een jonge vrouw met een vogel op de hand, in een heuvelachtig landschap. Het is vermoedelijk een zelfportret. Beurs publiceerde in 1692 De groote waereld in 't kleen geschildert, een studieboek over schilderkunst, dat hij aan de dames opdroeg. 

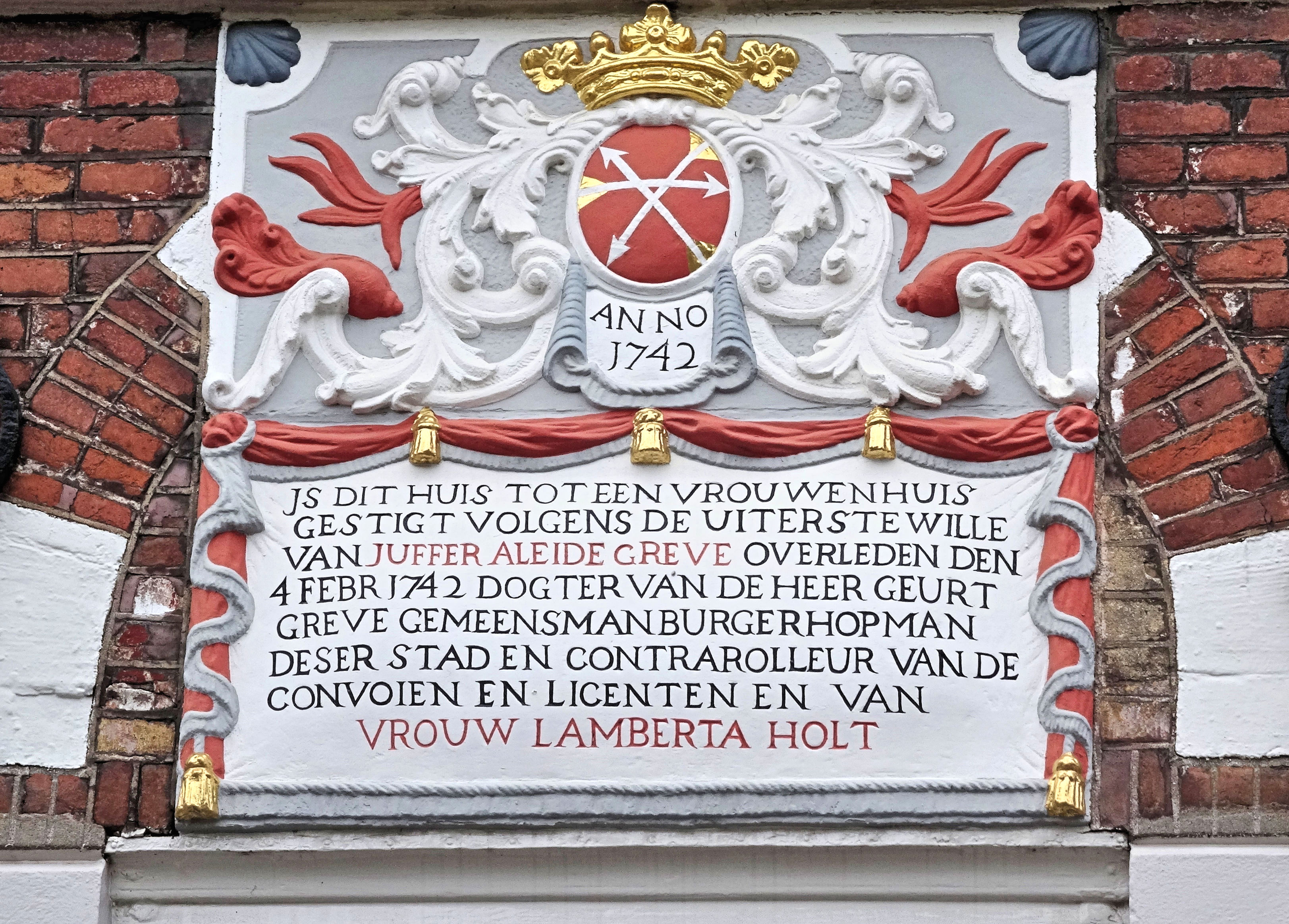
Vermelding van Greve op een gevelsteen van het Vrouwenhuis in Zwolle

Greve schilderde meerdere portretten, landschappen en stillevens. Ze kocht in 1706 een huis aan de Melkmarkt in Zwolle, dat eerder werd bewoond door de schilderes Aleijda Wolfsen. Greve richtte het huis in met schilderijen van haarzelf en de vriendinnen van haar schildersclub. Ze bepaalde testamentair dat na haar overlijden het huis zou worden ingericht als (Oude) Vrouwenhuis, een hofje van liefdadigheid voor bejaarde vrouwen van de hervormde kerk. Sinds 1987 is het een museum.
Greve overleed op 71-jarige leeftijd en werd begraven in de Grote Kerk in Zwolle.